# Mochnaczka (potok)
Mochnaczka – potok, prawobrzeżny dopływ Muszynki o długości 12,24 km i powierzchni zlewni 36,15 km².
Potok płynie na pograniczu Beskidu Sądeckiego i Beskidu Niskiego. Jego źródła znajdują się na wysokości 740–760 m n.p.m., pod szeroką przełęczą Krzyżówka (też: Huta, 745 m n.p.m.) w dziale wodnym Dunajca i Popradu i schodzącymi ku niej grzbietami. Spływa początkowo w kierunku południowo-wschodnim szeroką doliną przez Mochnaczkę Wyżnią i Mochnaczkę Niżną. Poniżej tej ostatniej wsi skręca ku południowi, wąskim przesmykiem przeciska się między masywami Dzielca na wschodzie i Huzarów na zachodzie, po czym w Tyliczu, na wysokości 570 m n.p.m. uchodzi do Muszynki.
Mochnaczka jest potokiem zasobnym w wodę, ma gęstą sieć niewielkich dopływów, m.in. dwa lewobrzeżne: wpadająca w Mochnaczce Niżnej Fataloszka (zwana też Fatułówką) spod szczytów Rozdziele (789 m n.p.m.) i Harniaków Wierch (768 m n.p.m.) oraz uchodzący poniżej tej wsi Mrokowski Potok spod granicznego Dzielca (792 m n.p.m.).